# Чехословацкий Военный крест (1918)
Чехословацкий Военный крест 1918 года (чеш. Československý válečný kříž 1918), военная награда Чехословацкой Республики, учреждённая для награждения военнослужащих, принимавших участие в сражениях Первой мировой войны.

## История
Военный крест был учреждён 7 ноября 1918 года для награждения граждан Чехословакии, Германии и Австрии, которые в период Первой мировой войны служили в чехословацких вооружённых силах (например, в чехословацком легионе), а также в период пограничных боёв с Польшей и Венгрией 1919 года.
Военный крест также вручался ветеранам Сил союзников, которые сыграли большую роль в образовании Чехословацкого государства.

## Описание знака
Крест изготавливается из бронзы и представляет собой четыре окружности, перевитые между собой крестообразно. Внутри окружностей изображения гербов исторических земель, входящих в состав Чехословакии: Богемии, Словакии, Силезии и Моравии. Реверс креста: в центре монограмма «ČS» (Česko-Slovensko, Чехословакия) на фоне листов липы.
Крест при помощи металлического кольца подвешивается к ленте красного цвета с белыми полосками. 
При повторном вручении креста на ленту (и планку) размещался металлический символ повторного награждения:
| Планка Чехословацкого Военного креста 1914-1918 года | Планка Чехословацкого Военного креста 1914-1918 года | Планка Чехословацкого Военного креста 1914-1918 года | Планка Чехословацкого Военного креста 1914-1918 года | Планка Чехословацкого Военного креста 1914-1918 года | Планка Чехословацкого Военного креста 1914-1918 года |
| ---------------------------------------------------- | ---------------------------------------------------- | ---------------------------------------------------- | ---------------------------------------------------- | ---------------------------------------------------- | ---------------------------------------------------- |
| планка креста                                        | двукратное награждение                               | трёхкратное награждение                              | четырёхкратное награждение                           | пятикратное награждение                              |                                                      |

Кроме того, на ленте (планке) можно было разместить другие символы, в зависимости от полученных поощрений (разрешённых к одновременному ношению на ленте): 
- металлическая веточка липы - получившие благодарность при командовании армией
- металлический лист липы - получившие благодарность при командовании корпусом или дивизией
- серебряная звезда - при личной благодарности
- бронзовая звезда - при личной благодарности
- золотая или серебряная звезда - для участников боёв за Словакию

| Накладки при почётных поощрениях | Накладки при почётных поощрениях | Накладки при почётных поощрениях | Накладки при почётных поощрениях | Накладки при почётных поощрениях | Накладки при почётных поощрениях |
| -------------------------------- | -------------------------------- | -------------------------------- | -------------------------------- | -------------------------------- | -------------------------------- |
| веточка липы                     | липовый листочек                 | серебряная звезда                | бронзовая звезда                 | золотая звезда                   |                                  |